# Épuisette

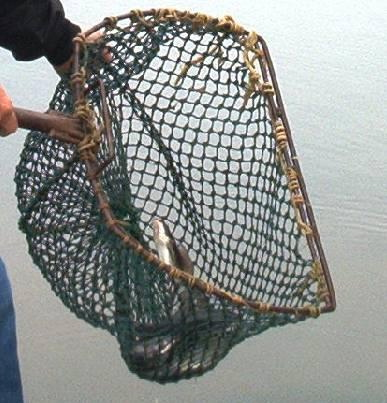
Un exemple d'épuisette.

Une épuisette (en québécois puise) est un ustensile comprenant un manche et un filet tenu ouvert par une boucle, et utilisé pour attraper des poissons ou autres organismes pour les sortir de l'eau.

## Histoire
L'épuisette est l'outil largement utilisé par les pêcheurs traditionnels, que ce soit dans des lagunes ou dans la mer afin de capturer des petits poissons. Les épuisettes prenaient toute une panoplie de taille, de l'épuisette à une main à l'épuisette manœuvrée par six hommes.
En Angleterre, l'épuisette est la seule manière d'attraper des anguilles, et cette façon de faire se perpétue depuis des millénaires à Severn et à Parrett.

## Galerie

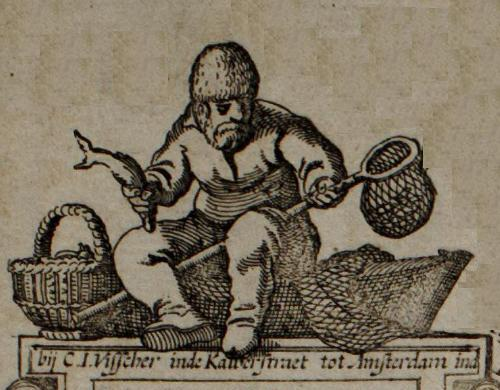
Gravure de Claes Jansz Visscher en 1630, montrant une épuisette.
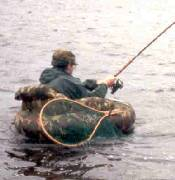
Un pêcheur équipé d'une épuisette.
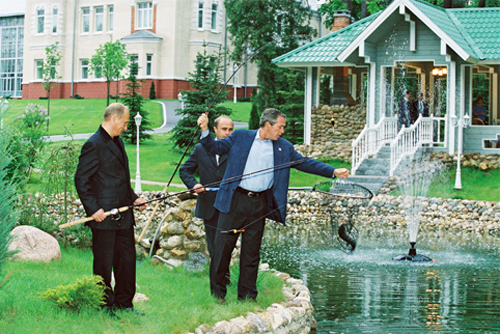
George W. Bush and Vladimir Poutine pêchant pendant qu'un assistant tient une épuisette.

### Traduction
- (en) Cet article est partiellement ou en totalité issu de l’article de Wikipédia en anglais intitulé « Hand net » (voir la liste des auteurs).